# Церковь Сурб Таргманчац (Пятигорск)
Церковь Сурб Таргманчац (арм. Սուրբ Թարգմանչաց եկեղեցի — «церковь Святых Переводчиков») — бывшая армянская церковь в Пятигорске, Ставропольский край, Россия, действовавшая в 1885—1920 годах.
Церковь представляла собой одноглавый храм в византийском стиле, построенный из местного кирпича и машукского камня и окружённый оградой и деревьями. Здание имело крестообразную форму и было увенчано шатровым куполом с крестом. На западе находилась четырехугольная колокольней с невысоким шатровым куполом, в которой располагался главный вход.

## История
Разрешение на строительство армянского храма после нескольких попыток было получено в 1869 году. Для него был отведён обширный участок, с 1824 года занятый государственным Деловым двором, расположенный на перекрёстке Царской улицы (сейчас — проспект Кирова) и Базарной улицы (сейчас — улица Крайнего). В этом месте была сооружена небольшая часовня, а на противоположном углу перекрёстка была организована временная домовая церковь.
В 1885 году на месте часовни была освещена церковь Сурб Таргманчац, принадлежавшая Армянской апостольской церкви и посвящённая Святым Переводчикам католикосу Сааку Партеву и епископу Месропу Маштоцу.
В 1891 году архитектор Э. Б. Ходжаев построил двухэтажный приходской дом к югу от церкви. В нём размещались приходское училище, типография Садовникова и Нагорова и пятигорское отделение Кавказское армянское благотворительное общество.
В 1901 году над входом в церковь была построена колокольня, деньги на которую дал ктитор Лазарь Свешников (1833—1901).
По состоянию на 1917 год приход церкви насчитывал более двух тысяч человек. Священником церкви с момента её постройки до своей смерти являлся Тер-Авраам Шхиньянц (1860—1917), его сменил Тер-Чусканянц.
В 1920 году церковь была закрыта большевиками, а её здание перестроено и отдано под музей революции, позднее — под спортивный зал. В приходском доме была размещена городская поликлиника имени 1-го Мая.
Во время Второй мировой войны Пятигорск был оккупирован нацистской Германией, и в 1942 году церковь была временно возвращена в использование как армянский храм
В 1956 году здание церкви было разрушено, а на его месте построено здание института «Промстройпроект».
Церковь Сурб Таргманчац являлась единственной армянской церковью в истории Пятигорска до 2003 года, когда была освящена церковь Сурб Саргис на горе Пост.